# Luzerner Psychiatrie
Die Luzerner Psychiatrie AG (lups) ist eine selbstständige öffentlich-rechtliche Anstalt des Kantons Luzern und eine gemeinnützige Aktiengesellschaft. Sie unterstützt Menschen mit einer psychischen Krankheit und ist zuständig für die psychiatrische Grundversorgung in den Kantonen Luzern, Nidwalden und Obwalden.

## Leistungen und Angebote
Die Luzerner Psychiatrie erbringt ambulante, intermediäre und stationäre Leistungen für Menschen aller Altersklassen. Organisatorisch unterscheidet die Luzerner Psychiatrie Angebote für Kinder und Jugendliche, Erwachsene und ältere Erwachsene ab 65 Jahren. Diese Angebote sind altersspezifisch ausgerichtet, erfolgen nach dem Grundsatz «ambulant vor stationär» und umfassen Abklärung, Diagnose und Therapie. Zum Leistungsauftrag die Luzerner Psychiatrie zählen auch die Vernetzung mit verschiedenen Partnerinstitutionen, die Durchführung von Aus- und Weiterbildungen für interne und externe Personen sowie Lehre und Forschung im Bereich der Psychiatrie.

## Standorte
Zur Sicherstellung der Grundversorgung verfügt die Luzerner Psychiatrie über sieben Standorte in den Kantonen Luzern und Obwalden (Hochdorf, Kriens, Luzern, Sarnen, Sursee, St. Urban, Wolhusen). Der Hauptsitz der Luzerner Psychiatrie befindet sich in St. Urban.

## Geschichte
Der institutionelle Grundstein für die psychiatrische Grundversorgung im Kanton Luzern wurde 1873 gelegt. Auf dem Gelände des ehemaligen Zisterzienserklosters St. Urban entstand die erste «Irrenanstalt» des Kantons Luzern. Das Gelände verfügte über 200 Betten und beherbergte zu Beginn rund 100 Patienten. 1881 wurde auf dem nahegelegenen ehemaligen Klosterhof Grosse Sonnhalde ein arbeitstherapeutisches Angebot eingerichtet. 1893 entstand der erste Pavillon für Patientinnen. 1943 erfolgte die Umbenennung von «Irrenanstalt» in «Heil- und Pflegeanstalt».
In den 1950er Jahren veränderten sich die Behandlungsmethoden in der Psychiatrie. Die Entwicklung von Psychopharmaka wie Chlorpromazin oder Imipramin erlaubte es, Symptome von Psychosen oder Depressionen zu lindern. In der Klinik St. Urban wurden solche Medikamente eingesetzt, manchmal mit und manchmal ohne Zustimmung der Patientinnen und Patienten. Diese Praxis war auch in anderen psychiatrischen Kliniken der Schweiz üblich und hat in jüngster Zeit zu Kritik in der Öffentlichkeit geführt. Die Psychopharmaka ermöglichten schliesslich in den 1960er Jahren eine Öffnung der Klinik St. Urban. Im Jahr 1965 wurden in St. Urban sowie in Schüpfheim, Sursee und Willisau ambulante Beratungsdienste für entlassene Patientinnen und Patienten eingerichtet.
1969 wurde in Luzern erstmals ein Kinder- und Jugendpsychiatrischer Dienst eröffnet. Das Ambulatorium bestand aus einem Arzt, einem Assistenzarzt, einem Psychologen, einer Sozialarbeiterin und einer Sekretärin. In den folgenden Jahren entstanden Zweigstellen in Willisau (1985), Sursee (1996) und Schüpfheim (2001). Die Institutionalisierung der Kinder- und Jugendpsychologie in den 1960er Jahren war auch Ausdruck verstärkter Sorge um das Kind, da psychiatrischen Begründungen für behördliche Fremdplatzierungen überall in der Schweiz zunahmen.
Mit der Revision des Luzerner Spitalgesetzes von 2008 wurde die «Luzerner Psychiatrie» mit dem Kanton Luzern als Alleinaktionär verselbständigt. Der Luzerner Regierungsrat begründete diese Verselbständigung unter anderem mit medizintechnischem Fortschritt sowie zunehmendem Qualitäts-, Preis- und Kostendruck. Seit dem 1. Juli 2022 ist die Luzerner Psychiatrie eine gemeinnützige Aktiengesellschaft des Kantons Luzern.